# 小行星2455
小行星2455（2455 Somville）是一颗围绕太阳公转的小行星。1950年10月5日，西維恩·阿蘭德在于克勒发现了此天体。
該小行星以荷蘭地震學家奧斯卡·索姆維爾（Oscar Somville）命名。
这颗小行星的绝对星等为116.9323616693978等。